# Two Micron All Sky Survey

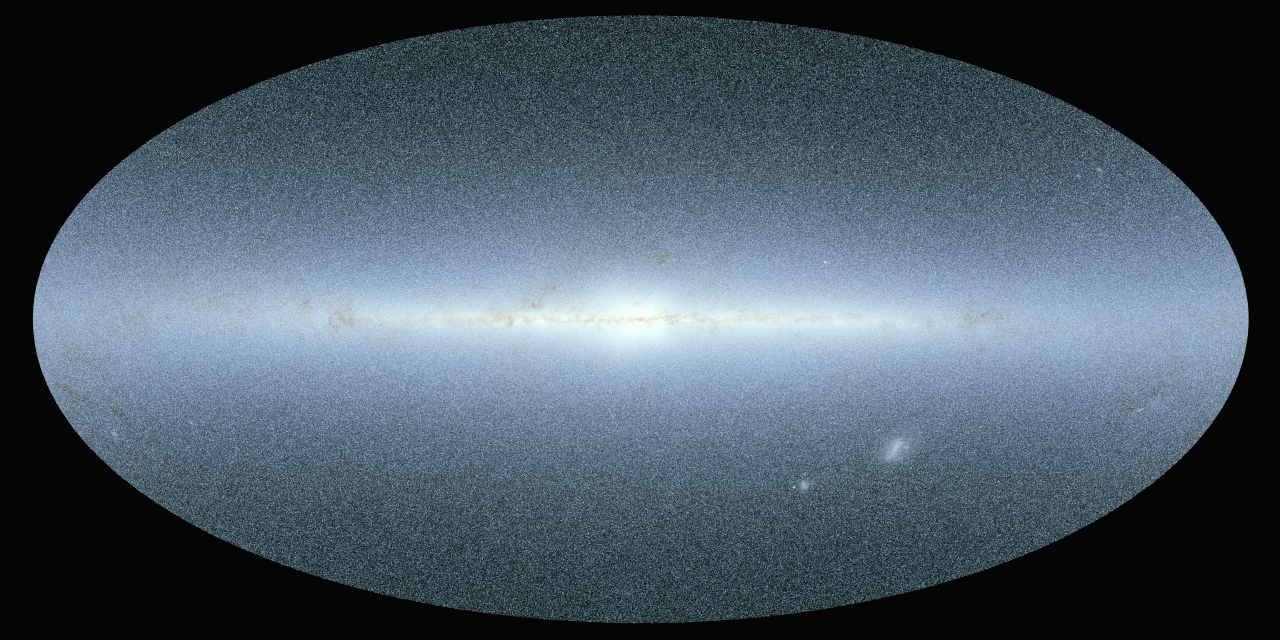
Aus dem 2MASS-Punktquellenkatalog erstelltes galaktisches Panorama in Aitov-Projektion

Die Two Micron All Sky Survey (kurz 2MASS genannt) ist eine wichtige Durchmusterung des gesamten Himmels im nahen Infrarotbereich. Die Sensoren hatten ihre Wellenlänge maximaler Empfindlichkeit bei
- 1,25 Mikrometer (im J-Band)
- 1,65 Mikrometer (im H-Band)
- 2,17 Mikrometer (im Ks-Band).

Die Beobachtungen begannen 1997 und endeten 2001.
2MASS ist ein gemeinsames Projekt der University of Massachusetts (UMASS) und des Infrared Processing and Analysis Center (IPAC) am California Institute of Technology. Es wurde mit zwei besonders dafür eingerichteten automatisierten 1,3-m-Teleskopen durchgeführt; für den Nordhimmel am Fred-Lawrence-Whipple-Observatorium in Arizona und für den Südhimmel am Cerro Tololo Inter-American Observatory in Chile. Die Teleskope verfügten über Kameras mit drei Kanälen, mit einem 256×256-elementigen HgCdTe-Detektor für jede der drei Wellenlängen.
2MASS erzeugte sehr große und homogene Datensätze, die für viele astronomische Probleme von Bedeutung sind. Dazu gehören:
- Ein digitaler Atlas des gesamten Himmels im nahen Infrarot mit einer Auflösung von 4 Bogensekunden
- Ein Punktquellenkatalog mit Positionen und Helligkeiten für etwa 470 Millionen Sterne und andere nicht aufgelöste Objekte
- Ein Katalog ausgedehnter Quellen mit Positionen und Helligkeiten für etwa 1,6 Millionen Galaxien und andere ausgedehnte Objekte.

Die von 2MASS entdeckten Objekte tragen Namen wie zum Beispiel 2MASS J08523490+4720359. Dabei entsprechen die beiden Zahlen jeweils der Rektaszension und Deklination in Stunden, Minuten und (dezimalen) Sekunden.